# Japan Airlines
Japan Airlines (jap. 日本航空 Nihon-kōkū) – japońskie narodowe linie lotnicze z siedzibą w Tokio założone 1 sierpnia 1951.

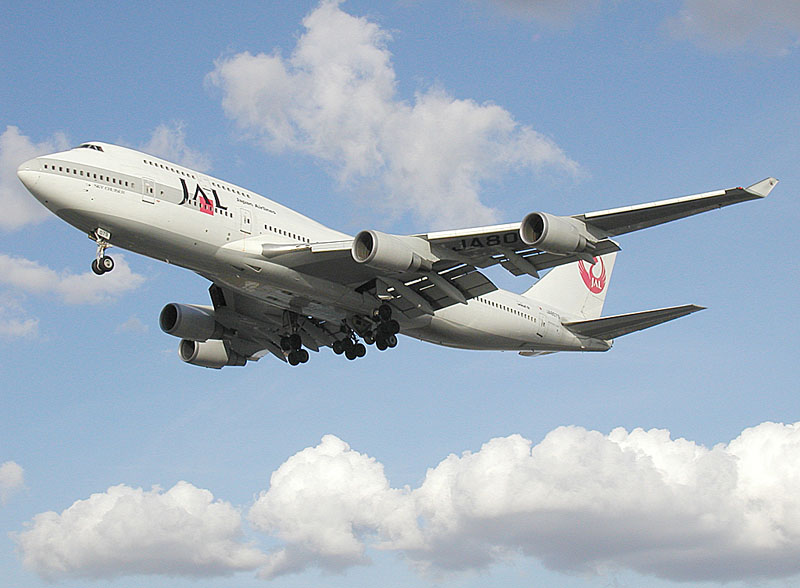
Boeing 747-400 w barwach Japan Airlines

Głównymi węzłami linii są lotniska Nagoja, Kansai, Narita i Tokio-Haneda.
Linie oferują loty pasażerskie na 259 trasach międzynarodowych i 144 krajowych (razem z codeshare), a także loty cargo na 21 trasach.
Agencja ratingowa Skytrax przyznała przewożnikowi pięć gwiazdek.

## Historia
Japan Airlines zostały założone 1 sierpnia 1951, jako część planu rządu Japonii w odbudowywaniu kraju po II wojnie światowej. Pierwsza siedziba linii znajdowała się w tokijskiej dzielnicy Ginza, a budżet wynosił 100 mln jenów. Między 27 a 29 sierpniem linia wykonywała loty za pomocą maszyn Douglas DC-3 wziętych w leasing od Philippine Airlines. 25 października zostały zainaugurowane pierwsze powojenne loty komercyjne, samolotem Martin 202 z załogą wynajętą od Northwest Airlines (samolot rozbił się o górę Mihara 9 kwietnia 1952 r.). 1 września 1952 r. do Tokio przybył pierwszy zakupiony przez linię samolot, Douglas DC-4, którego nazwano „Takachiho”.
1 sierpnia 1953 parlament Japonii przegłosował ustawę, na mocy której rząd Japonii przejął majątek Japan Airlines.

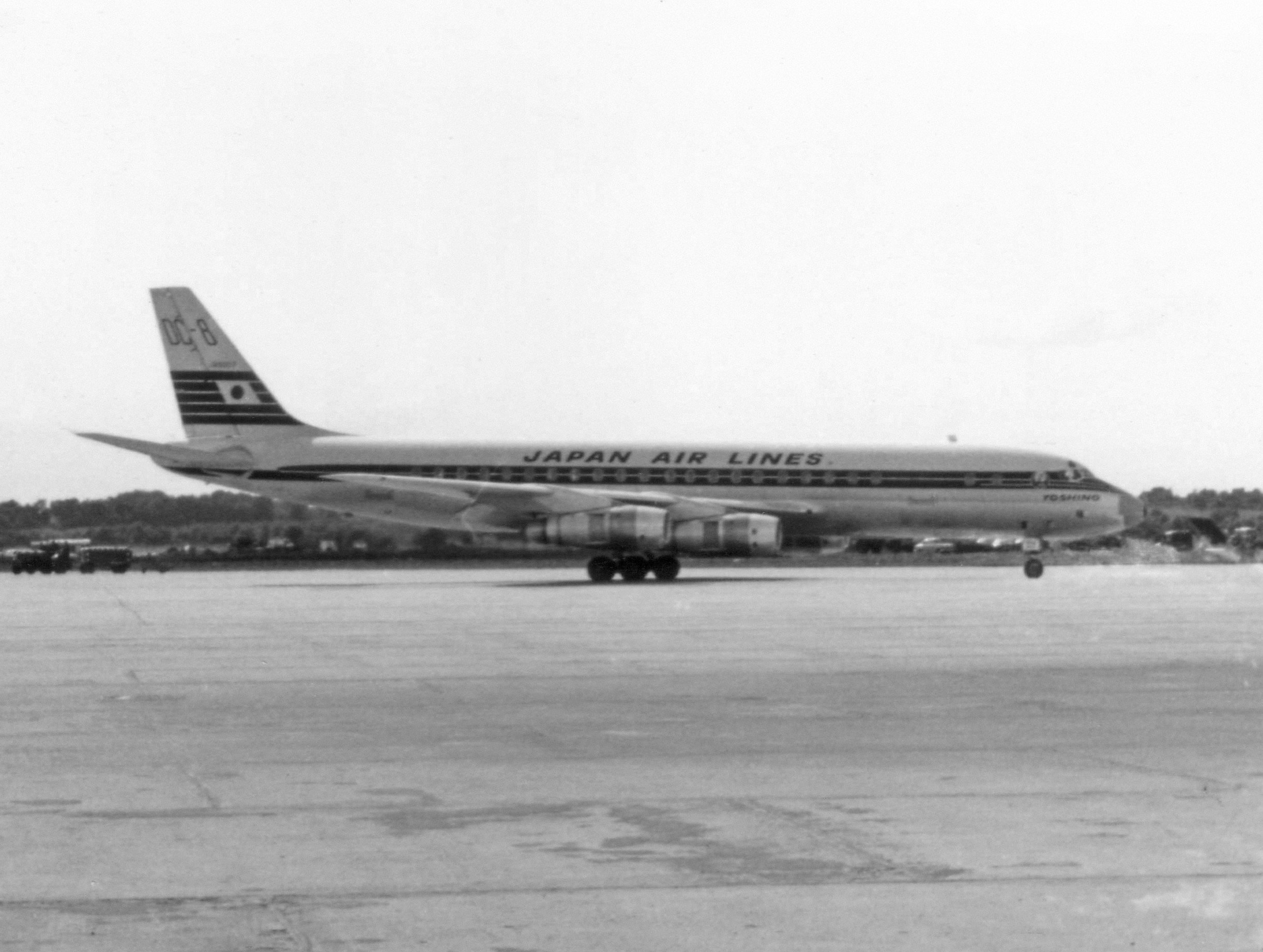
Douglas DC-8

2 lutego 1954 Japan Airlines wykonały pierwszy międzynarodowy lot – z Tokio do San Francisco – z 18 pasażerami na pokładzie Douglasa DC-6. W rozkładzie Japan Airlines widnieje trasa Tokio – San Francisco (lot 1 i lot 2), aby upamiętnić to przełomowe wydarzenie.
W latach 50. Japan Airlines latały maszynami: Douglas DC-3, Douglas DC-4, Douglas DC-6B, Douglas DC-7C i Martin 202.
W 1960 linie otrzymały pierwszy odrzutowiec – Douglas DC-8, który włączono do służby na trasie Seattle – Hongkong. Szybkość i wygoda zdecydowały o wyposażeniu Japan Airlines wyłącznie w odrzutowce. W latach sześćdziesiątych uruchomiono wiele nowych połączeń, m.in. do: Londynu, Moskwy, Nowego Jorku, Paryża. 1 lipca 1964 Japan Airlines wprowadziły elektroniczny system rezerwacji lotów, a także wprowadziły opłaty za rezygnację. W 1967 linie zamówiły trzy Boeingi 747.
W styczniu 1970 do floty Japan Airlines dołączył Boeing 747, miesiąc później wersja o przedłużonym zasięgu, a w 1974 pierwszy B747 Cargo. W 1972 linie zostały oficjalnie uznane narodowym przewoźnikiem Japonii.
Ponadto Japan Airlines zakupiły maszyny: Boeing 727, Convair 880 i McDonnell Douglas DC-10.
W 1983 linie wprowadziły do swojej floty samoloty: Boeing 767-200 i Boeing 767-300. Tego samego roku zajęły pierwsze miejsce w rankingu IATA (operacje międzynarodowe).
4 kwietnia 1985 Japan Airlines otrzymało pięćdziesiątego Boeinga 747. Ten dzień uznano w Seattle (mieści się tam fabryka Boeinga) „Dniem Japan Airlines”.
12 sierpnia 1985 doszło do katastrofy lotu 123 – największej w historii pod względem liczby zabitych w jednym samolocie, zginęło 520 osób.
W 1987 Japan Airlines zostały sprywatyzowane, co umożliwiło liniom: All Nippon Airways i Japan Air System, rywalizację w zakresie lotów krajowych, jak i międzynarodowych. Brak monopolu zmusił Japan Airlines do przeorganizowania, czego wynikiem był podział na trzy działy: usługi pasażerskie międzynarodowe, pasażerskie krajowe i cargo.
Na początku lat 90. linie rozpoczęły loty ewakuacyjne obywateli Japonii z rejonów Zatoki Perskiej, przed rozpoczęciem wojny.
W 1996 na podstawie porozumienia z wytwórnią Disneya linie zostały oficjalnym przewoźnikiem tokijskiego Parku Rozrywki (Disneylandu). Linie wzięły również udział w procesie projektowania modelu Boeing 777.
W 2001 Grupa Japan Airlines (połączenie Japan Airlines z Japan Air System) osiągnęła status szóstej co do wielkości linii lotniczej na świecie, pod względem ilości przewiezionych pasażerów.
W 2004 JAL zmieniły nazwę na Japan Airlines International.
1 kwietnia 2007 linie dołączyły do sojuszu Oneworld razem z węgierskim Malevem i Royal Jordanian.
Na przełomie lat 2009 i 2010 okazało się, że Japan Airlines mają poważne kłopoty finansowe. 19 stycznia 2010 przewoźnik złożył wniosek o ogłoszenie bankructwa. Dzięki temu posunięciu linie liczyły na pomoc finansową w wysokości 300 mld jenów oraz umorzenie długów o wartości 730 mld jenów. W zamian miały obniżyć swój kapitał do zera, zlikwidować nierentowne połączenia i zredukować o ok. jedną trzecią liczące 47 tys. osób zatrudnienie.

## Powiązania
JAL Group
Japan Airlines jest głównym podmiotem w Grupie JAL, skupiającej ponadto 7 mniejszych przewoźników. Według stanu na marzec 2025 flota Grupy składała się z 233 samolotów o średnim wieku 11 lat.
- Hokkaido Air System – regionalne linie lotnicze założone w 1997, flota 4 samolotów
- J-Air – regionalne linie lotnicze założone w 1991, flota 32 samolotów
- Japan Air Commuter – regionalne linie lotnicze założone w 1983, flota 11 samolotów
- Japan Asia Airways – linie lotnicze działające w latach 1975-2008
- Japan Transocean Air – regionalne linie lotnicze założone w 1967, flota 14 samolotów
- Ryukyu Air Commuter – regionalne linie lotnicze założone w 1985, flota 5 samolotów
- Spring Airlines Japan – tanie linie lotnicze założone w 2012, flota 9 samolotów
- ZIPAIR Tokyo – tanie linie lotnicze założone w 2018, flota 8 samolotów

## Flota
Według stanu na marzec 2025 flota Japan Airlines składała się ze 150 samolotów o średnim wieku 11,8 lat:
| Samolot          | Samolot | Samolot   | Liczba miejsc | Liczba miejsc | Liczba miejsc | Liczba miejsc | Liczba miejsc | Uwagi                     |
| Model            | Aktywne | Zamówione | F             | B             | P             | E             | Łącznie       | Uwagi                     |
| ---------------- | ------- | --------- | ------------- | ------------- | ------------- | ------------- | ------------- | ------------------------- |
| Airbus A321neo   | -       | 11        |               |               |               |               |               | Dostawa planowana od 2028 |
| Airbus A350-900  | 15      | 21        | 12            | 94            | -             | 263           | 369           | Dostawa planowana od 2025 |
| Airbus A350-900  | 15      | 21        | 12            | 56            | -             | 323           | 391           | Dostawa planowana od 2025 |
| Airbus A350-1000 | 9       | 4         | 6             | 54            | 24            | 155           | 239           |                           |
| Boeing 737-800   | 42      | -         | -             | 12            | -             | 132           | 144           |                           |
| Boeing 737-800   | 42      | -         | -             | 20            | -             | 145           | 165           |                           |
| Boeing 737 MAX 8 | -       | 21        |               |               |               |               |               | Zamówione w 2023          |
| Boeing 767-300ER | 25      | -         | -             | 24            | -             | 175           | 199           |                           |
| Boeing 767-300ER | 25      | -         | -             | 30            | -             | 197           | 227           |                           |
| Boeing 767-300ER | 25      | -         | -             | 42            | -             | 219           | 261           |                           |
| Boeing 767-300ER | 25      | -         | 5             | 42            | -             | 205           | 252           |                           |
| Boeing 767-300ER | 2       | 1         |               |               |               |               |               | Konfiguracja cargo        |
| Boeing 777-300ER | 12      | -         | 8             | 49            | 40            | 147           | 244           |                           |
| Boeing 787-8     | 23      | -         | -             | 30            | -             | 156           | 186           |                           |
| Boeing 787-8     | 23      | -         | -             | 30            | -             | 176           | 206           |                           |
| Boeing 787-8     | 23      | -         | 6             | 58            | -             | 227           | 291           |                           |
| Boeing 787-9     | 22      | 10        | -             | 44            | 35            | 116           | 195           | Dostawa planowana od 2027 |
| Boeing 787-9     | 22      | 10        | -             | 52            | 35            | 116           | 203           | Dostawa planowana od 2027 |
| Boeing 787-9     | 22      | 10        | -             | 28            | 21            | 190           | 239           | Dostawa planowana od 2027 |
| Łącznie          | 150     | 68        |               |               |               |               |               |                           |